# Vilejka
Vilejka (belaruszul Вiлейка, litvánul Vileika, oroszul Вилейка, lengyelül Wilejka) város Fehéroroszországban, a Minszki Régióban. Az ország 32. legnagyobb városa.

## Történelme
1460-ban dokumentálták először. 1765-ben már 30 ház állott itt, és 165 lakosa volt. Ekkor még Lengyelország része volt. Később, Lengyelország második feloszlatásakor a várost átengedték az Orosz Birodalomnak. 1810-ben szinte az egész város elpusztult tűzvészben, 1861-ben azonban már közel 3000 lakója van, a 19. század végére már több, mint 3500-an lakták. 1906-ban egy nagy fűrésztelepet nyitottak. 1915-ben elfoglalta a német hadsereg, de pár nap múlva visszafoglalták az oroszok. 1908-ban újra megszállják a németek. 1944-ben a szovjet hadsereg újra kiűzi a németeket. 1954-ben új bútorüzem nyílik. 1998-ban vízerőművet állítanak.

## Fekvése
Minszktől 97 km-re fekszik. Főúti csomópont.

## Lakosság
2010-ben a lakosság 26 736 fő volt.